# ミヤマモミジイチゴ
ミヤマモミジイチゴ（深山紅葉苺、学名：Rubus pseudoacer Makino）は、バラ科キイチゴ属に分類される落葉低木の1種。

## 分布
本州（関東秩父以西）、四国の深い山奥に稀産する。準絶滅危惧。

## 特徴
全株無毛、棘は稀。ミヤマモミジイチゴの名の通り、葉はモミジイチゴ（Rubus palmatus var. coptophyllus）に似て掌状で、浅裂から深裂まで三裂以上する。モミジイチゴは黄色の実をならすが、本種は赤く小型の実をつける。花は小型で白色。花期は7月頃。果は赤い球形。

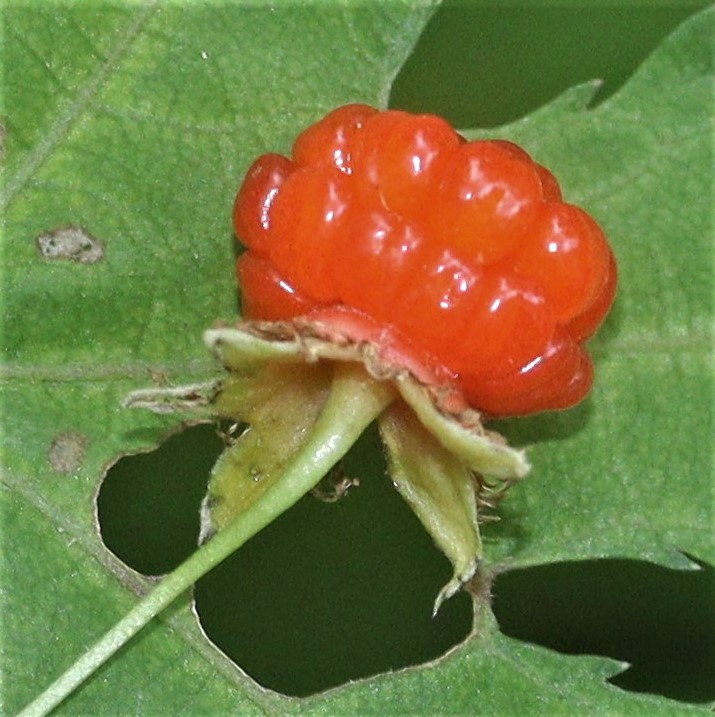
赤い果実
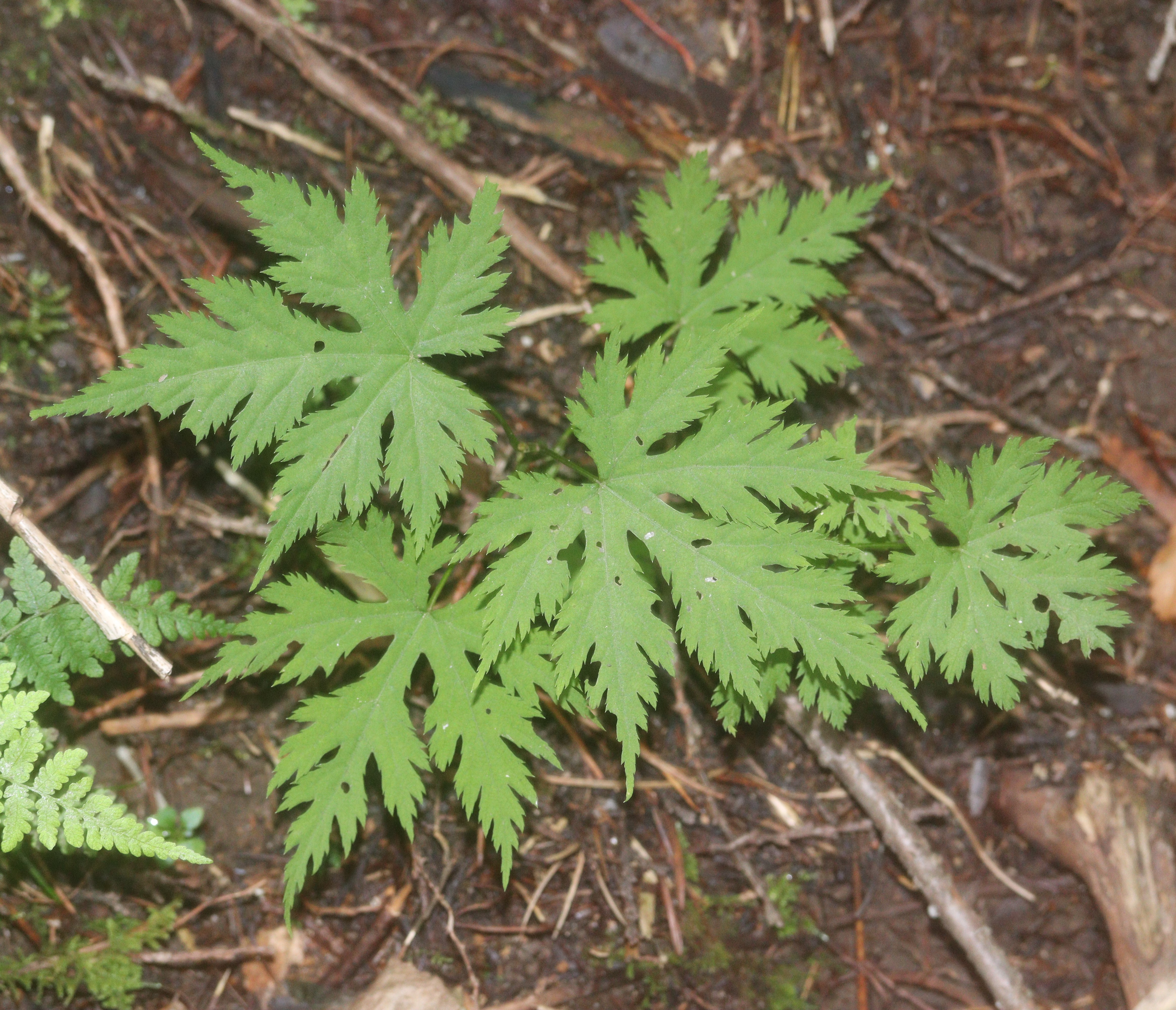
モミジイチゴに似た葉
掌状浅裂の見本。切れ込みの深さで、さらに中裂・深裂と分類され